# Kanton Le Mans-Est-Campagne
Kanton Le Mans-Est-Campagne (fr. Canton du Mans-Est-Campagne) je francouzský kanton v departementu Sarthe v regionu Pays de la Loire. Tvoří ho sedm obcí.

## Obce kantonu
- Changé
- Challes
- Le Mans (část)
- Parigné-l'Évêque
- Sargé-lès-le-Mans
- Savigné-l'Évêque
- Yvré-l'Évêque